# 宮川村立坂上小学校
宮川村立坂上小学校 （みやがわそんりつ さかかみしょうがっこう）は、かつて岐阜県吉城郡宮川村（現・飛騨市宮川町）に存在した公立小学校。

## 概要
- 宮川村南部（旧・吉城郡坂上村）の小学校であった。2000年、坂下小学校と統合し、宮川小学校の開校により廃校。

## 沿革
- 1874年（明治7年）
  - 7月 - 西忍村に秀知学校が開校。祐念坊を仮校舎とする。校区は森安村、西忍村、高牧村、牧戸村、野首村、林村、岸奥村、三川原村。
  - 11月 - 西忍神明神社拝殿に移転。
- 1875年（明治8年） - 大無雁村、小谷村、落合村、岸奥村、野首村、林村、牧戸村、丸山村、巣之内村、種蔵村、菅沼村、森安村、西忍村、高牧村、三川原村が合併し、坂上村が発足。
- 1876年（明治9年）10月 - 阪上学校[注釈 2][1]に改称する。林地区の洞泉寺を仮校舎とする。
- 1884年（明治17年）4月 - 西忍地区の神明神社拝殿を仮校舎とする。
  - 4月 - 林地区に新築移転。
  - 5月 - 西忍字堂に阪上学校西忍分校を設置。森安・西忍・高牧・三川原の児童が西忍分校に移る。三川原に西忍分校三川原支校を設置。
- 1886年（明治19年） - 
  - 林簡易科小学校に改称する。校区は牧戸、野首、林、岸奥。
  - 西忍分校が西忍簡易科小学校として独立。
- 1888年（明治21年）3月 - 三川原支校が種蔵簡易科学校に統合される。
- 1889年（明治22年）4月 - 西忍簡易科小学校が西忍尋常小学校に改称する。
- 1893年（明治26年）4月 - 林簡易科小学校が林尋常小学校に改称する。
- 1923年（大正12年） - 林尋常小学校が林尋常高等小学校に改称する。
- 1925年（大正14年）4月 - 西忍尋常小学校が西忍字宮に新築（木造2階建）移転。
- 1941年（昭和16年）4月1日 - 林尋常高等小学校が林国民学校に、西忍尋常小学校が西忍国民学校に改称する。
- 1947年（昭和22年）4月1日 - 林国民学校と西忍国民学校が統合し、坂上村立坂上小学校〈旧〉となる。校舎は林国民学校校舎を使用。西忍国民学校校地校舎は宮川中学校として使用される[注釈 3]。
- 1951年（昭和26年） - 校舎を新築する。
- 1956年（昭和31年）9月30日 - 坂上村と坂下村と合併し宮川村が発足。同時に宮川村立坂上小学校〈旧〉に改称する。
- 1964年（昭和39年）
  - 4月 - 坂上小学校〈旧〉、大無雁小学校、種蔵小学校を統合し、新たに坂上村立坂上小学校として開校。
  - 12月 - 大無雁小学校から引き継いだ小谷冬季分校を開設。旧・種蔵小学校校舎を用いて、種蔵冬季分校（1・2年生が通学）を開設。
- 1971年（昭和46年）
  - 3月 - 寄宿舎が完成。小谷冬季分校、種蔵冬季分校を廃止。
  - 12月 - 新校舎（鉄筋コンクリート造）が完成。
- 2000年（平成12年）3月 - 統合により廃校。